# Pedro Lascuráin Paredes
Pedro Lascuráin Paredes (teljes nevén Pedro José Domingo de la Calzada Manuel María Lascuráin Paredes; Mexikóváros, 1856. május 12. – Mexikóváros, 1952. július 21.) ügyvéd, politikus, 1913. február 19-én 45 percen át Mexikó elnöke volt, majd lemondott.

## Élete
1856-ban született Mexikóvárosban. Jogi tanulmányokat folytatott (ügyvédnek tanult), majd a főváros önkormányzatában hivatali titkárként dolgozott. A forradalom győzelme után a város polgármestere lett, majd Francisco Ignacio Madero kormányában külügyminiszteri tisztséget töltött be először 1912. április 10. és december 4. között, majd 1913. január 15-től február 18-ig.
Amikor február 19-én Madero és alelnöke, José María Pino Suárez lemondásra kényszerült, az 1857-es alkotmány értelmében, mint addigi külügyminiszter, 17:15-kor átvette az elnöki posztot. Egyetlen intézkedése az volt, hogy Victoriano Huertát kinevezte belügyminiszterré, majd lemondott, így 18 órakor mandátuma megszűnt. Ezzel a kinevezéssel jogi lehetőséget teremtett arra, hogy Huerta lehessen a következő elnök, ugyanis külügyminiszter hiányában most már őt illette a tisztség.
Lascuráin ezek után visszavonult a politikai élettől és jogászként dolgozott tovább. Feleségül vette María Enriqueta Florest, később pedig az Escuela Libre de Derecho iskola rektora lett. 96 éves korában hunyt el Mexikóvárosban.